# Península Cockerell

A península Cockerell é uma península coberta de gelo, em forma de lâmpada entre a baía Lafond e a baía Huon na costa norte da península Trinity, na Antártida.
Descoberta pela Expedição Antártica Francesa, 1837–40, sob o comando do Capitão Jules Dumont d'Urville. Recebeu o nome em 1977 pelo Comitê de Nomes de Lugares Antárticos do Reino Unido (UK-APC) de Sir Christopher Cockerell (Sydney), pioneiro britânico do hovercraft.
 Este artigo incorpora material em domínio público  de United States Geological Survey   , documento "Península Cockerell" (conteúdo do Geographic Names Information System).